# Korzet
Korzet (također poznat i pod nazivom steznik, iako je steznik nešto širi pojam) je pretijesan odjevni predmet, čija je primarna svrha smanjivanje opsega struka stezanjem, iako se može nositi i iz ostalih razloga. U različitim oblicima, nosili su ih žene i muškarci kroz stoljeća, a nose ih i danas. 
Valja napomenuti da većina odjevnih predmeta koji se danas prodavaju pod nazivom "korzet" zapravo nisu korzeti, nego njihova mnogo blaža varijanta.

## Etimologija
Riječ korzet potječe iz starofrancuske riječi cors, koji je umanjenica od riječi za tijelo, koja potječe iz latinske riječi corpus, koja znači tijelo.

## Primjene
Postoji više razloga za nošenje korzeta. Tri glavne grupe razloga su moda, medicinski razlozi i fetišistički razlozi.

### Moda
Najučestalija i najpoznatija primjena korzeta je za činjenje tijela vitkijim kako bi se postigla moderna silueta. Takvu upotrebu većinom prakticiraju žene, a najviše se prakticirala u doba kraljice Viktorije kada je tanji struk značio viši socijalni status. Takozvana figura pješčanog sata potječe iz tog doba, a karakterizira ju tanak, stisnut struk.
Zanimljivo je da je u razdoblju od 1820. do 1350. figura pješčanog sata bila moderna i za muškarce, te se ponekad postizala nošenjem korzeta.
Obični korzeti se mogu podijeliti u 2 skupine: overbust korzeti koji idu preko grudi i underbust korzeti koji ne idu preko grudi. Svi prikladno anatomski oblikovani muški korzeti su underbust tipa.

### Medicinski razlozi
Ljudi s problemima s kralježnicom ili s unutarnjim ozljedama ponekad nose korzet radi imobilizacije i zaštite torza, primjerice Andy Warhol, nakon što je bio upucan u 1968., je nosio korzet cijeli ostatak života.

### Seksualni fetišizam
Korzeti se također upotrebljavaju u fetišističkim radnjama, ponajviše u BDSMu. U BDSMu bottom može nositi vrlo tijesno stegnut korzet koji će ograničavati kretnje, a top može nositi korzet iz estetskih razloga.
Neke osobe (bez obzira na spol) mogu doživjeti seksualnu uzbudu ili orgazam samim nošenjem čvrsto stegnutog korzeta.

## Konstrukcija
Korzeti su najčešće izrađivani od fleksibilnog materijala koji se ukrućuje vertikalnim čvrstim dijelovima koji služe kao kostur. U 19. stoljeću se za kostur najčešće koristio čelik i riblja kost. Danas, ovisno o izradi korzeta te željama nosioca, dva najčešća materijala koja se koriste za kosti su plastika i čelik. Mnogi drugi materijali, poput drva, su se koristili ili se koriste za izradu kostura korzeta.
Korzeti obično imaju vezanje na stražnjoj strani kojim se može kontinuirano stegnuti korzet do željene mjere, te posebno kopčanje na prednjoj strani (busk), koje služi za brže i jednostavnije skidanje i stavljanje korzeta, bez potrebe za korištenjem predugih vezica.

## Poveznice
- Odjeća u BDSM-u

## Vanjske poveznice
- Long Island Staylace Association  Arhivirana inačica izvorne stranice od 15. studenoga 2007. (Wayback Machine) stranica s mnogo informacijama o korzetima na engleskom